# Melanie Amaro
Melanie Ann Amaro, född 26 juni 1992, är en amerikanskfödd sångerska som vann första säsongen av den amerikanska versionen av sångtävlingen The X Factor 2011 och med det ett skivkontrakt värt fem miljoner dollar med skivbolagen Epic Records och Syco Music.

## The X Factor
År 2011 övertalades Melanie av sin mor att provspela för första säsongen av The X Factor inför domarna Simon Cowell, Paula Abdul, Nicole Scherzinger och L.A Reid. Sången hon sjöng var "Listen" av Beyoncé Knowles.

## Diskografi
Singlar
- "Don't Fail Me Now" (2012)
- "Long Distance" (2012)
- "Respect" (2012)
- "Love Me Now" (2012)
- "Fuel My Fire" (2014, med Fabolous)
- "Dust" (2015)
- "The One" (2016)

Singlar (som medverkande artist)
- "Girl Code" (2012, Rocki Boulis med Melanie Amaro)
- "Can't Wait" (2015, Konshens med Melanie Amaro)